# Монагир
Монагир (англ. Monageer; ирл. Móin na gCaor) — деревня в Ирландии, находится в графстве Уэксфорд (провинция Ленстер).
В деревне есть католическая церковь с прилегающим к ней кладбищем.